# 育英短期大学
育英短期大学（いくえいたんきだいがく、英語: Ikuei Junior College）は、群馬県高崎市京目町1656-1に本部を置く日本の私立大学。1970年創立、1977年大学設置。大学の略称は育短。

## 概観

### 大学全体
- 群馬県高崎市に所在する日本の私立短期大学で、設置主体は学校法人群馬育英学園[1]。
- 1977年に前橋育英学園短期大学として前橋市に開学した。のちに高崎市内に移転され現在に至る。学科体制は2学科となっている。

### 建学の精神（校訓・理念・学是）
- 育英短期大学における建学の精神は「公正・純真・奉仕・友愛」となっている。

### 教育および研究
- 育英短期大学は、旧来の保育専門学校を発展改組して設置された短大なので、保育者養成にはとりわけ力を入れている。また、現代コミュニケーション学科では中学校教諭２種免許（英語）、幼稚園教諭２種免許が取得可能。

### 学風および特色
- 旧来は制服の着用があったが、現在は私服となっている。2008年3月、財団法人短期大学基準協会による第三者評価の結果、「適格」認定されている。

## 沿革
- 1970年
  - 前橋保育専門学校を設置。
    - 幼稚園教員養成課程 入学定員40名[2]
- 1977年
  - 1月10日 左記を以て文部省[注 2]より短期大学の設置が認可される[3]。
  - 4月1日 前橋育英学園短期大学（まえばしいくえいがくえんたんきだいがく、英語:Maebashi Ikuei Junior College[注釈 1]）が以下の学科体制にて開学[4]。
    - 保育学科 入学定員100名[注 3]

  - 5月1日 学生数[6]/定員
    - 保育学科 147[注釈 2]/100
- 1978年
  - 5月1日 学生数[7]/定員
    - 保育学科 339[注釈 2]/200
- 1983年
  - 4月1日 以下の学科を増設する[注 4]。
    - 英語科 入学定員100名[注 5]

  - 5月1日 学生数[12]/定員
    - 保育学科 231[注釈 2]/200
    - 英語科 52[注釈 2]}/100
- 1984年
  - 5月1日 学生数[13]/定員
    - 保育学科 258[注釈 2]/200
    - 英語科 109[注釈 2]}/200
- 1985年
  - 5月1日 学生数[14]/定員
    - 保育学科 301[注釈 2]/200
    - 英語科 132[注釈 2]}/200
- 1986年
  - 5月1日 学生数[15]/定員
    - 保育学科 312[注釈 2]/200
    - 英語科 175[注釈 2]}/200
- 1987年
  - 4月1日 キャンパスを前橋市から高崎市に移転し、育英短期大学と改称[注 6]。
  - 5月1日 学生数[18]/定員
    - 保育学科 328[注釈 2]/200
    - 英語科 235[注釈 2]}/200
- 1992年
  - 4月1日 英語科の入学定員を100→200に増員[注 7]。
  - 5月1日 学生数[注 8]/定員
    - 保育学科 321[注釈 2]/200
    - 英語科 402[注釈 2]}/300
- 1993年
  - 5月1日 学生数[25]/定員
    - 保育学科 299[注釈 2]/200
    - 英語科 439[注釈 2]}/400
- 1999年
  - 5月1日 学生数[26]/定員
    - 保育学科 285[注釈 2]/200
    - 英語科 282[注釈 2]}/400
- 2001年
  - 4月1日 保育学科の入学定員を100→150に増員し、かつ以下の専攻課程を設ける[注 9]。
    - 幼児教育専攻 入学定員75名
    - 保育専攻 入学定員75名
- 2002年
  - 4月1日
    - この年度の入学生より、英語科を以下の学科に改組される[注 10]。
      - 現代コミュニケーション学科 入学定員150名[注 11]。

    - 専攻科の設置が認められ、以下の課程を設ける[注 12]。
      - 幼児教育専攻 入学定員20名[注 13]
- 2003年
  - 4月1日 保育学科保育専攻の入学定員を75→125に増員[注 14]。
- 2004年
  - 4月1日 以下の学科については、この年度で学生募集を最終とする[注 15]。
    - 専攻科幼児教育専攻[注 16]。
- 2008年
  - 4月1日 保育学科における以下の各専攻については、この年度で学生募集を最終とする[注 17]。
    - 幼児教育専攻
    - 保育専攻
- 2010年
  - 4月1日 この年度の入学生より男女共学となる[44]。
- 2015年
  - 4月1日 保育学科の入学定員を200→240に増員[注 18]。

## 基礎データ

### 所在地
- 群馬県高崎市京目町1656-1

### 交通アクセス
- JR高崎線・上越線高崎駅、両毛線前橋駅より上信バス、新前橋駅より日本中央バスをそれぞれ利用。

### 象徴
- ホームページほか右記資料も参照のこと[注 19]。

## 教育および研究

### 組織

#### 学科
- 保育学科 入学定員240名[1]
  - 幼児教育専攻[注釈 3]
  - 保育専攻[注釈 3]
- 現代コミュニケーション学科 入学定員100名[1]
  - 心理・カウンセリングコース
  - 国際理解・英語留学コース
  - 観光・ブライダルコース
  - 医療情報ビジネスコース
  - ヒューマンビューティコース
  - スポーツ科学コース

#### 専攻科
- 幼児教育専攻 入学定員20名[注 20]

#### 別科
- なし

##### 取得資格について
資格
- 保育士：保育学科
- 幼稚園教諭二種免許状
  - 保育学科
  - 現代コミュニケーション学科
- 中学校教諭二種免許状（英語）：現代コミュニケーション学科にて設置されていた[注 21]。

#### 附属機関
- 研究所：幼児教育研究所
- 図書館：育英短期大学図書館

#### 研究
- 『育英短期大学幼児教育研究所紀要』[51]
- 『育英短期大学研究紀要』[52]
- 『前橋育英学園短期大学研究紀要』[注釈 1]

## 学生生活

### 部活動・クラブ活動・サークル活動
- 育英短期大学のクラブ活動一覧（一部）
  - 体育系：テニス・スケート・ドッジボール・バスケットボール・水泳・スキー・ソフトボール・バドミントンほか
  - 文化系：オカリナ・折り紙・美術・観光・手話・フォト・腹話術・軽音楽ほか

### 学園祭
- 育英短期大学の学園祭は「桔梗祭」と呼ばれ毎年、概ね10月に行なわれている。

## 施設

### キャンパス
- カフェテリア
- 体育館
- LL教室
- ML教室
- ピアノレッスン室
- 心理実験室

## 対外関係

### 系列校
- 育英大学
- 前橋育英高等学校

学校法人群馬英数学舘（姉妹法人）
- 育英メディカル専門学校

学校法人中村学園（姉妹法人）
- 朝日が丘幼稚園
- 幼保連携型認定こども園 大利根育英幼稚園

## 卒業後の進路について

### 編入学・進学実績
- 保育学科
  - 幼児教育専攻：高崎経済大学・聖徳大学・東京福祉大学ほか
  - 保育専攻：東北福祉大学・文京学院大学・東北福祉大学・埼玉工業大学ほか
- 現代コミュニケーション学科：秋田大学・群馬大学・富山大学・群馬県立女子大学・高崎経済大学・共愛学園前橋国際大学ほか